# Wybory parlamentarne w Izraelu w 2009 roku
Wybory parlamentarne w Izraelu odbyły się 10 lutego 2009. Kandydaci ubiegali się o tradycyjne 120 miejsc w Knesecie. Były to wybory przedterminowe.

## Geneza
Powodem rozpisania wyborów była rezygnacja Ehuda Olmerta z funkcji przewodniczącego partii Kadima. Jego następczyni Cippi Liwni nie udało się utworzyć rządu, ponieważ partia Szas odmówiła dalszego udziału w koalicji. Dlatego konieczne stały się przedterminowe wybory. Działania wojenne w Gazie miały dalszy wpływ na wyniki wyborów, zawężając różnice w poparciu pomiędzy rywalami.

## Kontrowersje
12 stycznia 2009 izraelska Centralna Komisja Wyborcza wydała decyzję o wykluczeniu arabskich list Balad i Zjednoczonej Listy Arabskiej – Arabskiego Ruchu Odnowy (Ra’am – Ta’al) z udziału w wyborach, zarzucając im utrzymywanie kontaktów z organizacjami terrorystycznymi oraz nieuznawanie prawa Izraela do istnienia. Oba ugrupowania złożyły apelację do Sądu Najwyższego, który 21 stycznia 2009 unieważnił ten zakaz.

## Sondaże
Styczeń 2009:
- Likud – 29 mandatów;
- Kadima – 26 mandatów;
- Partia Pracy – 14 mandatów;
- Nasz Dom Izrael – 14 mandatów.

Wczesny luty 2009:
- Likud – 25 mandatów;
- Kadima – 23 mandaty;
- Nasz Dom Izrael – 15-17 mandatów[5]

## Rezultaty
Kadima otrzymała 28 mandatów (22,47% głosów), Likud – 27 (21,61%), Nasz Dom Izrael – 15 (11,70%), Partia Pracy – 13 (9,93%), Szas 11 (8,49%), Zjednoczony Judaizm Tory – 5 (4,39%), Zjednoczona Lista Arabska – 4 (3,38%), Unia Narodowa – 4 (3,34%), Hadasz – 4 (3,32%), Merec-Jachad – 3 (2,95%), Żydowski Dom – 3 (2,87%) oraz Balad – 3 (2,48%).
Misja tworzenia rządu została przez prezydenta Izraela powierzona 20 lutego liderowi Likudu Binjaminowi Netanjahu, który 31 marca uzyskał wotum zaufania w Knesecie.

## Posłowie
| Partia                                   | Posłowie |
| ---------------------------------------- | --- |
| Kadima (28)                              | Sza’ul Mofaz, Dalja Icik, Roni Bar-On, Me’ir Szitrit, Ruchama Awraham, Marina Solodkin, Jo’el Chason, Ja’akow Edri, Ze’ew Bielski, Ronit Tirosz, Nachman Szaj, Szelomo Mola, Robert Tiwjajew, Madżalli Wahbi, Rachel Adatto, Jochanan Plesner, Szaj Chermesz, Jisra’el Chason, Arje Bibi, Otni’el Szneller, Orit Zu’arec, Chajjim Ramon, Cachi Hanegbi, Ze’ew Bojm, Eli Aflalo, Cippi Liwni, Gidon Ezra, Awi Dichter |
| Likud (27)                               | Binjamin Netanjahu, Gidon Sa’ar, Gilad Erdan, Re’uwen Riwlin, Ze’ew Binjamin Begin, Mosze Kachlon, Silwan Szalom, Mosze Ja’alon, Juwal Steinitz, Le’a Nas, Jisra’el Kac, Juli-Jo’el Edelstein, Limor Liwnat, Chajjim Kac, Micha’el Etan, Dan Meridor, Cippi Chotoweli, Gila Gamli’el, Ze’ew Elkin, Jariw Lewin, Cijjon Pinjan, Ajjub Kara, Danny Danon, Karmel Szama, Ofir Akunis, Miri Regew, Josi Peled            |
| Nasz Dom Izrael (Jisra’el Beiteinu) (15) | Awigdor Lieberman, Uzzi Landau, Stas Misieżnikow, Jicchak Aharonowicz, Sofa Landwer, Orli Lewi-Abekasis, Danijjel Ajjalon, Dawid Rotem, Anastasija Micha’eli, Faina Kirschenbaum, Robert Ilatow, Hamad Amar, Mosze Muc Matalon, Lija Szemtow, Aleks Miller |
| Partia Pracy (13)                        | Szelli Jachimowicz, Jicchak Herzog, Awiszaj Brawerman, Etan Kabel, Binjamin Ben Eli’ezer, Danijjel Ben-Simon, Juli Tamir, Amir Perec, Ehud Barak, Mattan Wilnaj, Szalom Simchon, Orit Noked, Ofir Pines-Paz |
| Szas (11)                                | Eli Jiszaj, Chajjim Amsalem, Ari’el Ati’as, Jicchak Kohen, Amnon Kohen, Meszullam Nahari, Ja’akow Margi, Dawid Azulaj, Jicchak Waknin, Nissim Ze’ew, Awraham Micha’eli |
| Zjednoczony Judaizm Tory (5)             | Ja’akow Litzman, Mosze Gafni, Uri Maklew, Eli’ezer Mozes, Me’ir Porusz |
| Unia Narodowa (4)                        | Ja’akow Kac, Uri Ari’el, Arje Eldad, Micha’el Ben-Ari |
| Hadasz (4)                               | Muhammad Baraka, Hana Sweid, Dow Chenin, Afu Agbaria |
| Zjednoczona Lista Arabska (4)            | Ibrahim Sarsur, Taleb El-Sana, Masud Ghanajim, Ahmad at-Tajjibi, |
| Żydowski Dom (3)                         | Danijjel Herszkowic, Zewulun Orlew, Uri Orbach |
| Merec-Jachad (3)                         | Ilan Gilon, Niccan Horowic, Chajjim Oron |
| Balad (3)                                | Dżamal Zahalika, Sa’id Nafa, Hanin Zubi |